# Maria Theresia May
Maria Theresia May, Pseudonym A. Wichodil (* 9. Januar 1851 in Bielitz (damals Österreichisch-Schlesien); † 22. September 1927 in Troppau) war eine österreichische Journalistin und Schriftstellerin.

## Leben
Maria Theresia May zog 1866 mit ihrer Mutter nach Troppau, wo sie zunächst im Privatunterricht zur Gouvernante ausgebildet wurde, dann die Lehrerinnen-Bildungs-Anstalt besuchte. Hier erkannte einer ihrer Professoren ihr schriftstellerisches Talent. Nach dem mit Auszeichnung bestandenen Examen schrieb May ihre erste Novelle Irene.
May unterrichtete an der Volksschule in Karlsbad, musste diese Tätigkeit jedoch aus gesundheitlichen Gründen aufgeben, worauf sie in Troppau Privatunterricht erteilte und als Schriftstellerin tätig war.

## Werk
In ihren Werken behandelte May die Emanzipation der Frau und pädagogische Fragen, widmete sich aber vor allem der Jugendliteratur mit Jugendschriften, Erzählungen und Gedichten und der Herausgabe des österreichischen Jugendkalenders. Zudem war May Mitarbeiterin einiger Fachzeitschriften und Berichterstatterin pädagogischem und gewerblichem Gebiete, sie schrieb Kritiken über das Theater der Landeshauptstadt von Schlesien und gab selbst die pädagogische Zeitschrift Die Mädchenschule heraus.
Als Rednerin behandelte May pädagogische Themen, aber auch Ästhetik und Literatur.

## Veröffentlichungen
- Irene. Eine pädagogische Novelle. Bertschinger u. Heyn, Klagenfurt 1880 (Signatur der ÖNB: 177.955-B)
- Ein Räthsel. Pädagogische Novelle. Pichler, Wien (usw.) 1885 (Signatur der ÖNB: 37.296-A)
- Unter der Königstanne. Roman. Berlin 1897 (preisgekrönt)
- Wie es endete. In: Reichenberger Zeitung. [Beilage, Erster Bd.]. Reichenberg 1900 (Signatur der ÖNB: 394197-D-E)
- Kleines Volk. Bilder und Geschichten zur Lust und Lehre für die Kleinen. Meinhold, Dresden 1885. (Digitalisat)
- Novellen:
  - Fräulein Doctor. Bertschinger & Heyn, Klagenfurt 1881.
  - Mimosa. Eine pädagogische Novelle. Rebay & Robitschek, Wien 1883.
  - Gudruns Schwester.[1]
  - Ein Klostergeheimnis.[2]
  - Schweigen ist Gold.[3]
  - Baronesse Xanthippe.[4]
  - Die Studentin.[5]
- Romane:
  - Der Nazarener.[6]
  - Die Sonne.[7]
  - Rolf Siegfried.[8]
- Lustspiele:
  - Polychrom.[9]
  - Der Doppelgänger.[10]
- Mehrere Beiträge in:
  - Die Mädchenschule
  - Der Lehrerinnen-Wart